# 田中亜弥
田中 亜弥（たなか あや、1979年8月20日 - ）は、東京都出身のAV女優。元フリーアナウンサー。

## 人物
徳山女子短期大学経営情報学科卒業。第17期圭三塾出身で、アナウンサー事務所の圭三プロダクションに所属した。
アナウンサー時代、『ワールドビジネスサテライト』、『ザ!世界仰天ニュース』、『伊東家の食卓』、『めちゃ×2イケてるッ!』、『ブスの瞳に恋してる』、『仮面ライダー555』などに出演。
フリーアナウンサー活動中の2007年5月1日に、MOODYZから「現役アナウンサー 衝撃!実名AVデビュー」でAVデビューした。
趣味・特技は、料理・作詞、フェイスエステ。

## 出演作品

### アダルトビデオ
撮りおろし作品
2007年
- 現役アナウンサー 衝撃!実名AVデビュー（5月1日、MOODYZ）
- 現役アナウンサー 初本番（6月1日、MOODYZ）
- アナウンサーハイパーデジタルモザイク（7月1日、MOODYZ）
- 実名アナウンサー レイプ 輪姦 (8月1日、MOODYZ）
- 実名アナウンサーパイパンハイパーデジタルモザイク（9月1日、MOODYZ）
- 最高のオナニーのために（10月1日、MOODYZ）
- ドリームウーマンVol.61（11月1日、MOODYZ）
- M男イカセ絶頂31発!!（12月1日、MOODYZ）

2008年
- 実名アナウンサー田中亜弥の露出・フェラチオ・羞恥SEX（2月1日、MOODYZ）
- 現役アナウンサー夢のSEX共演SPECIAL（3月1日、MOODYZ）共演：クリス小澤
- 実名アナウンサー真性中出し（4月1日、MOODYZ）
- ドリーム学園12 6時間完全版（6月1日、MOODYZ）共演:竹内あい、紅音ほたる、早川瀬里奈、白石さゆり、真田春香、春妃いぶき、青山菜々、蜜井とわ、綾香
- 本物アナウンサー田中亜弥の正しいSEX講座（7月13日、MOODYZ）共演:千葉悠梨、琴野まゆか、有賀知弥
- 本物アナウンサー鬼イカセ拘束失禁中出しFUCK（10月1日、MOODYZ）
- 狂おしき接吻と情交 新妻と義父（11月16日、ヒビノ）

2009年
- 亡き夫の借金で辱められた未亡人（2月19日、ヒビノ）
- 「女の口は嘘をつく。」 雌女ANTHOLOGY #067（3月6日、アウダースジャパン）[3]
- 癒らし。 VOL.58（4月3日、アウダースジャパン）[3]
- 犯された女教師 禁断の肉欲（4月4日、アウダースジャパン）
- 未亡人中出し奴隷（4月15日、スターパラダイス）
- アソコが熱くて困っております。（4月19日、乱丸）
- 誘惑、女教師。（5月15日、ドリームチケット）
- 美人教師 暴行現場 37（5月15日、クリスタル映像）他出演:立木ゆりあ、竹下里美、沢木りい、星名麗
- OL社内レズ凌辱 あなたの哀しい顔が見たいの（7月7日、アタッカーズ）共演:鷹宮りょう[2]

総集編
2007年
- 騎乗位4時間（12月13日、MOODYZ）他48名出演

2008年
- 超人気女優のパイパンSEX4時間（3月1日、MOODYZ）他9名出演
- ハイモザ 騎乗位FUCK4時間（4月1日、MOODYZ）他出演:竹内あい、峰なゆか、南波杏、鈴木麻奈美、あいだゆあ、喜田嶋りお、金沢文子、桜みみ
- 自ら愛撫でヨガリ狂う!絶頂オナニー4時間（4月1日、MOODYZ）他30名出演
- MOODYZ人気女優のセックス!!ハイモザかけなおし4時間（4月13日、MOODYZ）他出演:南波杏、彩名杏子、紅音ほたる（秋月杏奈）、綾乃梓、灘ジュン、喜田嶋りお、沙雪、鈴木杏里、峰なゆか、白石ひより、鈴木麻奈美、吉岡なつみ、来生ひかり
- 奇跡のぶっかけ名場面集!ザーメンまみれBEST4時間（4月13日、MOODYZ）他出演:峰なゆか、華島彩、一ノ瀬カレン、松坂みるく、鈴木杏里、美神ルナ、青木りん、喜田嶋りお、南つかさ、神谷りの、吉岡なつみ、滝沢優奈、桜井梨花
- 露出・痴漢・みんなの前で羞恥FUCK4時間（5月1日、MOODYZ）他19名出演
- ハイモザ 手コキ4時間2（6月1日、MOODYZ）他34名出演
- 挿入部ばかり集めましたハイパーデジタルモザイク36人4時間（6月13日、MOODYZ）他35名出演
- 最高のオナニーのために4時間vol.2（7月13日、MOODYZ）他出演:竹内あい、南つかさ、当真ゆき、nao.、美花ゆり、安倍ちなつ、天乃みお、上野美咲、加瀬あゆむ、みずき紗英、米倉夏弥、美森ここ、宝月ひかる
- 超人気女優25人!!特選!どスケベ濃厚FUCK4時間（8月13日、MOODYZ）他24名出演
- ハイモザ 真性生中出し4時間（9月1日、MOODYZ）他19名出演
- 痴女淫語4時間2（9月1日、MOODYZ）他31名出演
- 徹底的に嬲り尽くす!凄惨レイプ4時間（9月13日、MOODYZ）他14名出演
- 初剃毛!パイパンFUCKハイモザ4時間（9月13日、MOODYZ）他10名出演
- 本物アナウンサー田中亜弥ベスト8時間（11月13日、MOODYZ）
- 精子大好き!SEXとゴックン4時間（11月13日、MOODYZ）他29名出演
- 超人気女優の花びら大回転!!極上!ハーレムSEX4時間（12月13日、MOODYZ）他41名出演

2009年
- 芸能人衝撃のSEXベスト4時間（1月1日、MOODYZ）他出演:聖乃マリア、香月藍、野沢友花、愛海
- 女子高生・女教師・メイド・OL・バレリーナ人気女優20人のコスプレ大会4時間!!（1月1日、MOODYZ）他19名出演
- 濃密愛液レズビアンBEST4時間（2月1日、MOODYZ）他19名出演
- 恥ずかしいけど感じちゃう!羞恥FUCK4時間（2月13日、MOODYZ）他12名出演
- 華麗な経歴を持つ女たち4時間（3月13日、MOODYZ）他18名出演
- 初めての膣内発射!真性生中出し4時間（4月1日、MOODYZ）他23名出演
- これで見納め!人気女優の引退・ラストFUCK4時間（4月13日、MOODYZ）他11名出演
- 潮吹きも抜き挿しも丸見え!人気女優のパイパンSEX4時間（5月1日、MOODYZ）他13名出演
- 吹き上がる潮の宴!!絶頂潮吹き大乱交ベスト4時間（5月13日、MOODYZ）他28名出演
- 真性中出し 連続発射8時間（6月1日、MOODYZ）他24名出演
- 痴女は4時間萎えさせない‥。（6月1日、MOODYZ）他出演:乃亜、浜崎りお、紅音ほたる、大沢佑香、南波杏、野乃はなの、西野翔、鈴木杏里、麗花
- 怒涛のマンコぶっかけ4時間50人!（6月1日、MOODYZ）他49名出演
- 快感MAX痴女手コキ4時間（6月13日、MOODYZ）他49名出演
- 超人気女優のイキまくりSEX4時間（7月13日、MOODYZ）他30名出演
- 淫乱AV8時間（8月19日、乱丸）他21名出演
- 剃毛BEST人気女優50人4時間（9月13日、MOODYZ）他49名出演
- 問答無用の青姦地獄!恥辱の公開露出SEX4時間（11月1日、MOODYZ）他出演:大橋未久、常盤りん、早川瀬里奈、灘坂舞、日向りのあ、天宮まなみ、神田美穂、大野梨華、やまのあかね
- 禁断のレズビアン4時間（11月1日、MOODYZ）他19名出演
- 凌辱レイプ4時間（11月13日、MOODYZ）他37名出演
- ムーディーズ特選ぶっかけ2000発!!（12月1日、MOODYZ）他34名出演
- 真性中出し8時間(12月1日、MOODYZ)他18名出演
- 気が狂うほどイカせて！絶叫アクメ50連発4時間（12月13日、MOODYZ）他49名出演
- 淫乱AV50連発8時間（12月19日、乱丸）他54名出演

2010年
- OLの口は嘘をつく。 3 雌女ANTHOLOGY SPECIAL #029（1月8日、アウダースジャパン）他出演:志保、七海菜々、雪見紗弥、むらさき真珠、千堂ゆりあ、伊沢千夏、三浦亜沙妃
- 逆3PBEST4時間（1月13日、MOODYZ）他29名出演
- THE AV WORLD SPECIAL Debut 初挿入×初SEX 詰め合わせギフト24本入り480分（2月19日、ROOKIE）他23名出演
- 痙攣するほど絶頂してしまう女達（3月13日、MOODYZ）他16名出演
- 痴女教師×男子喰い 4時間（3月15日、ドリームチケット）他15名出演
- ゴックン美女だらけの4時間SPECIAL（4月1日、MOODYZ）他26名出演
- 厳選中出し50連発4時間（4月13日、MOODYZ）他49名出演
- 「彼女の口は嘘をつく。」8 雌女ANTHOLOGY special #030（4月16日、アウダースジャパン）他出演:相崎琴音、月野りさ、小澤マリア、桃瀬えみる、鈴木さとみ、星アンジェ、成瀬心美、つぼみ、鈴木杏里、佐伯奈々
- 淫乱騎乗位4時間（4月29日、乱丸）他29名出演
- 拘束×四時間（5月1日、MOODYZ）他29名出演
- THE レイプ 美人教師4時間（5月28日、クリスタル映像）他26名出演
- 眼ヂカラ主観フェラチオ4時間（7月1日、MOODYZ）他19名出演
- 凌辱レイプ4時間（8月13日、MOODYZ）他19名出演
- 白目絶頂セックス4時間（8月19日、乱丸）他12名出演
- ムーディーズ特選 ごっくん1,000連発!!（10月1日、MOODYZ）他68名出演
- うごめく舌、吸いつく唇 イヤラし〜いディープキス108連発!!（10月19日、乱丸）他72名出演
- ドリームウーマン大百科Vol.51〜75まるごと1コーナー収録！怒涛の8時間SP（11月13日、MOODYZ）他22名出演
- 真性中出し100人4時間（12月1日、MOODYZ）他99名出演
- ROOKIE「中出し」スペシャル イイオンナの厳選「中出し」ファック16時間（12月19日、乱丸）他50名出演

2011年
- ぬけましておめでとう！新春IP姫達によるフェラ初め100本抜き8時間(1月1日、アイデアポケット)他多数出演
- 淫乱四つん這いバック4時間（1月19日、乱丸）他70名出演
- 淫乱3P8時間（2月19日、乱丸）他76名出演
- 集団輪姦！！連続中出しBEST（4月1日、MOODYZ）他29名出演
- 淫乱女60人アナル舐め手コキ4時間（5月19日、乱丸）他59名出演
- 禁断肉欲劇場 未亡人罪深き背徳の疼き（5月20日、スターパラダイス）他出演:川上ゆう、真木静乃、南つかさ
- おしっこ漏らして大昇天!失禁するマゾ女優BEST（6月1日、MOODYZ）他29名出演
- 「女子校生の口は嘘をつく。 5」 雌女ANTHOLOGY SPECIAL #033（6月17日、アウダースジャパン）他出演:相崎琴音、佐伯奈々、小澤マリア、つぼみ、糸矢めい、浜崎りお、早乙女ルイ、KYOKO、星アンジェ、紗奈、竹内結、雨宮琴音、夏原カレン、なのかひより、桜花えり
- 女がイク瞬間でヌクBEST（9月1日、MOODYZ）他32名出演
- 癒らし。〜二人だけの大切な時間スペシャル〜 5（9月23日、アウダースジャパン）他出演:相崎琴音、つぼみ、天川るる、星アンジェ、鈴木ありす、成瀬心美
- 白目を剥くほど狂乱アクメ50連発part2（12月1日、MOODYZ）他49名出演

2012年
- MOODYZ歴代セールスTOP50作品 中出し編（1月13日、MOODYZ）他多数出演
- 生指オナニー4（2月17日、アウダースジャパン）他41名出演
- 生中出しおばさん大全集（7月20日、ネクストイレブン）他出演:名取美和子、真羅マキ、芹沢真季、真矢志穂、緑川あずさ
- 極選!! 華靡ゴールデンベスト Ver.5 人妻凌辱物語 270分（8月20日、スターパラダイス）他出演:中山かすみ、立木ゆりあ、桜みちる、南ありさ

### フリーアナウンサー活動

#### テレビ
- ワールドビジネスサテライト[要出典]（テレビ東京）
- ザ!世界仰天ニュース（日本テレビ）
- 伊東家の食卓（日本テレビ）
- あんグラ☆NOW!（アシスタント、日本テレビ）
- めちゃ×2イケてるッ!（フジテレビ）
- ブスの瞳に恋してる（局アナ役、フジテレビ）
- 仮面ライダー555（テレビ朝日）
- カラオケ大賞21（アシスタント、チバテレビ）
- やっぱり みなと ぐぐっとGood（リポーター、みなとケーブル）
- クロスネットWao!（リポーター、シティーケーブル周南）
- 冬の大抽選会（司会、やしろショッピングパークBio）

#### CM
- JOYカード
- ビューティースクール
- 大塚製薬 ネイチャーメイド

#### PV
- 夏川りみ「童神〜ヤマトグチ〜」（ヒロイン役）